# Thorsten Pramberg
Thorsten Ferdinand Johannes Pramberg, född 19 april 1890 i Malmö, död 11 september 1975 i Ljungskile, var en svensk väg- och vattenbyggnadsingenjör.

## Biografi
Thorsten Pramberg avlade studentexamen i Östersund 1909 och diplomerades vid Kungliga Tekniska högskolan 1914. Han var ingenjör i väg- och vattenbyggnadsdistriktet 1914–1915, och var anställd vid Statens Järnvägar från 1915. Han var 1915 ingenjör i Kristinehamn, tillförordnad baningenjör i Sollefteå 1916–1922 och ingenjör i Storvik 1922–1928. Han kom sedan till Stockholm där han blev byråingenjör vid Kungliga Järnvägsstyrelsens bantekniska byrå 1936, föreståndare för Järnvägsstyrelsens organisationsavdelning vid drifttjänstbyrån 1942 och byrådirektör där 1946.
Pramberg var redaktör för tidskriften Statsbaneingenjören 1937–1944. Han utgav flera böcker om järnvägsbygge, och skrev även diverse fackuppsatser i tekniska fackorgan.

### Musik
Pramberg var en engagerad amatörmusiker med stor förkärlek för stråkkvartettens form och möjligheter. Han hade på 1950-talet en brevväxling med kompositören Hugo Alfvén där han uppmanade Alfvén att skapa musik för stråkkvartett, och fick vissa synpunkter från Alfvén som återgavs i den senare utgivna boken Kvartetten som inte sprängs: en bok om musikanter och kammarmusik. Boken har 2018 uppmärksammats i ett examensarbete vid Kungliga Musikhögskolan i Stockholm.
Efter sin pensionering bosatte han sig i Ljungskile, där han fick stor betydelse för musiklivet i och omkring Uddevalla. Han var 1966 initiativtagare till grundandet av föreningen Collegium Musicum, Uddevallas kammarmusikförening, med syftet "att stödja och utveckla musiklivet i den del av Bohuslän för vilken Uddevalla är centrum, i första hand kammarmusiken".

### Familj
Thorsten Pramberg var son till apotekaren Carl G. Pramberg och Berta Bormann. Han gifte sig 1916 med Iris Flink (1887–1953) och de fick två döttrar och en son. Efter att han blivit änkling gifte han om sig 1954 med Ingrid Hansson, född Olsson (1918–2009).